# 沢根町
沢根町（さわねまち）は、かつて新潟県佐渡郡にあった町。

## 地理
- 島嶼:佐渡島

## 沿革
- 1901年（明治34年）11月1日 - 佐渡郡五十里町、沢根町村が合併し、沢根町が発足。
- 1954年（昭和29年）7月20日 - 佐渡郡河原田町、二宮村、八幡村と合併し、佐和田町となり消滅。